# A három testőr (regény)
Id. Alexander Dumas francia író munkásságának egyik kiemelkedő fejezete az ún. D’Artagnan-történetek, amelyek három nagy regényből állnak: az első A három testőr (Les Trois Mousquetaires, 1844), a második a Húsz év múlva (Vingt Ans Après, 1845) és befejező rész a Bragelonne vikomt (Le Vicomte de Bragelonne, ou Dix ans plus tard, 1847).
Alexandre Dumas már ismert drámaíró volt, amikor felkérést kapott a Le Siècle (A Század) magazintól egy folytatásos regény megírására. 1836 óta jelentek meg népszerű írók regényei folytatásokban a párizsi lapokban, hogy példányszámukat emeljék. Az előszó szerint a történetet Dumas egy kéziratban olvasta, amit a Bibliothèque Nationale-ban talált. A kutatások szerint azonban a marseille-i könyvtárból kölcsönözte ki Gatien de Courtilz de Sandras "Mémoires de Monsieur D'Artagnan, capitaine lieutenant de la première compagnie des Mousquetaires du Roi" (D'Artagnan úr, a Király testőrsége első százada kapitányának emlékiratai) című ál-memoirját. A könyvet a nyilvántartás szerint sosem vitte vissza a könyvtárba, megtartotta, amikor visszatért Párizsba. A regény 1844. márciusától júliusáig jelent meg. A három testőrrel egy csapásra a legsikeresebb regényírók közé emelkedett.

## Szerkezet
A regény előszóból, 67 fejezetből és utószóból áll.
Az epizódok:
Bevezetés (1-7. fejezet) Ebben ismerkedünk meg a szereplőkkel, a történelmi háttérrel.
A gyémántrezgők története (8-28. fejezet) Belép a történetbe Bonacieux úr és a főszereplők belekeverednek a Buckingham herceg és Ausztriai Anna közötti románcba. Ennek kapcsán D’Artagnan Londonba is eljut, hogy visszaszerezze a királyné ékszereit.
A Milady titka (29-40. fejezet) A Párizsba visszatérő főszereplőket a La Rochelle-i hadjárat híre fogadja, ezért mindenáron pénzt kell gyűjteniük a katonai felszerelésükre. A pénzt ki-ki a maga módján szerzi meg. D'Artagnan megismerkedik a Miladyvel, akit egy trükkel el is csábít, azonban leleplezi titkát, ezért bosszúja elől menekülnie kell.
A Milady küldetése (41-59. fejezet) Amíg a testőrök La Rochelle-ben harcolnak (D'Artagnan is felvételt nyer a testőrségbe), Richelieu bíboros a Miladyt különleges küldetéssel Angliába küldi. A testőrök megpróbálják megakadályozni Winter lord segítségével, azonban kudarcot vallanak.
A Végjáték (60-67. fejezet) A Milady Franciaországba visszatérve bosszút áll D'Artagnanon, aki barátai és Winter lord segítségével törvényt ül fölötte. Richelieu bíboros felismerve a tehetségét testőrhadnaggyá nevezi ki. Athos kilép a testőrségből és vidékre vonul vissza, Porthos elveszi a közben megözvegyült Coquenard-nét, Aramis egy nancy-i kolostorba vonul vissza, így D'Artagnan elveszti hű társait.

## Történet
|  | Alább a cselekmény részletei következnek! |

A főszereplő Charles de Batz de Castelmore d’Artagnan elszegényedett nemesi családból származik Gascogne-ból, feltehetőleg az Artagnan nevű hely közeléből. 1625 áprilisában elindul Párizsba, hogy valóra váltsa legnagyobb álmát: testőr szeretne lenni. Szerencsére édesapja ismeri Tréville urat, a Testőrszázad kapitányát (szintén gaszkon), és ír neki egy ajánlólevelet. Útja során egyszer egy arra járó úr nevetség tárgyává teszi d’Artagnan fura színű lovát, mire ő szóváltásba keveredik a fekete köpenyes, sebhelyes arcú, titokzatos férfival. A helyszín egy fogadó, és a tulajdonos úgy gondolja, jobb a jól öltözött uraságot (Rochefort grófot) támogatni, mint a kakaskodó ifjoncot, így a szolgák rátámadnak d’Artagnanra, aki összetörve és vérezve a földre kerül, míg a különös idegen csendben eltűnik anélkül, hogy egy szót vesztegetne az ügyre. Sajnos az úriember tudomást szerez az öreg d’Artagnan ajánlóleveléről. Amikor d’Artagnan visszanyeri eszméletét, rájön, hogy a levelét ellopták. A fogadós ráadásul igyekszik a lehető legtöbb pénzt kifacsarni a fiúból, amíg az nála lábadozik.
Párizsban d’Artagnan egyenesen Tréville úrhoz megy, ahol ott lebzselnek a szolgálaton kívüli testőrök is, de apja levele nélkül Tréville úr kissé hűvösen fogadja. Ugyanazon a napon, köszönhetően büszkeségének és abbéli sietségének, hogy kedvében járjon azoknak, akikhez csatlakozni akar, d’Artagnant párbajra hívja három testőr: Athos, Porthos és Aramis, akik véletlenül nagyon közeli barátságban vannak, és akik egymás után akarnak megvívni d’Artagnannal. A négy férfi találkozik, és egy kis kavarodás után, amíg a három barát rájön, hogy d’Artagnannak mindegyikükkel szemben meg kell védenie a becsületét aznap, d’Artagnan elkezdi a harcot Athosszal (az első kihívóval). Richelieu bíboros gárdistái azonban félbeszakítják őket, és letartóztatással fenyegetőznek, mivel a párbajokat királyi rendelet tiltja. A három testőr és d’Artagnan közösen győzik le a bíboros gárdistáit. Ezzel az ifjú gaszkon elnyeri Tréville úr kegyét és Athos, Porthos és Aramis barátságát, és beléphet a Királyi Gárdába, Des Essarts úr századába. Ez az első lépés, ha testőr akar lenni, mivel minden testőrnek katonai tapasztalatot kell szereznie egy másik, kisebb egységnél.
Miután talál magának szállást, és felfogad egy inast (Planchet-t), találkozik idősödő szállásadójának csinos, fiatal feleségével, Constance Bonacieux-vel, akibe azonnal beleszeret. A hölgy Ausztriai Anna királyné varrónője és bizalmasa. Mivel házassága XIII. Lajossal boldogtalan, a királyné az angol főminiszterrel, Buckingham herceggel flörtöl. Constance és d’Artagnan segítenek nekik találkozni, és a királyné megajándékozza lovagját bizonyos gyémántfüggőkkel, amelyeket eredetileg férjétől, a királytól kapott. Richelieu bíboros azonban kémeitől tudomást szerez az ajándékról, és meggyőzi a királyt, hogy hívja meg a királynét egy bálra, ahol majd viselnie kell a gyémántokat.
D’Artagnan és barátai elindulnak Londonba, hogy visszakérjék a gyémántokat Buckinghamtől. Az út tele van a bíboros csapdáival. Athos, Porthos és Aramis súlyosan megsérül; csak d’Artagnan érkezik meg Angliába. Visszaszerzi az ékszereket, és elviszi Anna királynénak, épp időben, hogy megmentse a becsületét.
A bíborosra olyan nagy hatással van mindez, hogy meghívja d’Artagnant a saját csapataiba, de a fiú nem fogadja el az ajánlatot barátai iránti hűségből. Mivel nem áll a bíboros szolgálatába, nem kapja meg a bíboros védelmét sem.
A bíboros bosszúja hamar elérkezik: következő este Constance-t elrabolják. D’Artagnan visszahozza barátait Párizsba, és megpróbálja megtalálni őt, de nem jár sikerrel. Közben barátságot köt Winter gróffal, egy angol nemessel, aki bemutatja sógornőjének, Milady de Winternek. Bár szerelmes Constance-ba, és gyanítja, hogy a Milady a bíboros kéme, nehezen tud ellenállni a nő bűverejének. Már majdnem besétál a csapdába, és elhiszi, hogy Winter grófnő szerelmes belé, amikor véletlenül talál egy levelet, amelyet a nő valódi szerelmének, Wardes grófnak írt. Milady szobalánya, Ketty közben belehabarodik d’Artagnanba, és az ő segítségével a fiú bosszút áll: a sötétben úgy tesz, mintha ő lenne de Wardes úr, és Miladyvel tölti az éjszakát. Aztán bevallja az igazat, mire a nő megpróbálja leszúrni egy tőrrel. A küzdelem hevében d’Artagnan észreveszi, hogy a Milady vállába liliomot égettek, ami a bűnösök jele. Eszébe jut egy történet, amelyet Athos mesélt neki egyszer, és megdöbbenve jön rá, hogy a Milady nem az a nemes angol hölgy, akinek hitte, hanem valójában Athos felesége, akit mindenki halottnak hitt. Most már tudja, hogy Milady sohasem fogja neki megbocsátani, hogy ilyen súlyosan megsértette, ezért fellélegzik, amikor a Királyi Gárdát La Rochelle-be rendelik, ahol éppen ostromolják a protestánsok tartotta várost.
A testőrök és d’Artagnan kénytelenek lovakat és felszerelést vásárolni a harctéri szolgálathoz – ez nem kis feladat az elszegényedett testőröknek. Athosnak sikerül pénzt szereznie ismeretlen forrásból, Aramisnak pedig van egy-két szeretője, akiknek van arany az erszényében. Porthos kénytelen egy vén fukar jogász feleségére támaszkodni, hogy megszerezze a szükséges felszerelést, d’Artagnannak pedig zálogba kell adnia a gyémántot, amit a királynétól kapott az angliai kirándulás jutalmaként. Végül mindannyian megfelelő felszereléssel tudnak csatlakozni a La Rochelle-i hadjárathoz.
A Milady többször is megkísérli megölni d’Artagnant La Rochelle-ben és környékén, de sikertelenül. Eközben d’Artagnan megtudja, hogy a királynénak sikerült kiszabadítania Constance-t a börtönből, ahova a bíboros és a Milady zárta, és szerelme most valahol biztonságos helyen rejtőzik. Az egyik lefülelt orgyilkos, miután megsebesül, elmondja D'Artagnannak, hogy a Milady bérelte fel. Megbánását látva  a testőr megbocsát neki, és szolgálatába fogadja. Később a testőröknek szánt (mérgezett) borból iszik és  meghal, így megmentve őket.
Athos, Porthos és Aramis a táborba visszatérvén két eltakart arcú lovasba botlanak. Ellenségnek hiszik őket, de mikor egyikük felfedi arcát, felismerik a bíborost. Richelieu parancsot ad nekik, hogy kíserjék el fogadóba. Itt véletlenül kihallgatnak egy beszélgetést a bíboros és a Milady között: Richelieu megparancsolja a nőnek, hogy ölje vagy ölesse meg Buckingham herceget, cserébe a nő azt kéri, hogy a bíboros „gondoskodjék” d’Artagnanról. A bíboros nem tesz mást, csak ír egy általános megbocsátó levelet a Miladynek: „Jelen sorok birtokosa parancsom szerint és az állam érdekében tette, amit tett.” Amint a bíboros távozik, Athos rátör Miladyre, életveszélyesen megfenyegeti és kényszeríti, hogy adja át az iratot. La Fère gróf, ahogy Athost valaha ismerték, tisztában van a nő múltjával, és Milady jobban fél tőle, mint bárkitől.
Mikor a négy barát újra együtt van, Athos megmutatja d’Artagnannak a bűnbocsánatot, amit a bíboros írt Miladynek, és sürgeti a fiatal férfit, hogy használja fel a saját érdekében. A Franciaország és Anglia közti háború miatt a testőrök bármilyen kísérlete, hogy Angliába jussanak és figyelmeztessék Buckingham herceget, árulásnak számítana. Elhatározzák, hogy úgy próbálják megmenteni a herceget, hogy írnak de Winter grófnak (aki a háború kezdetekor visszatért Angliába), és megkérik, hogy ő állítsa meg a sógornőjét. A megbízható Planchet-t, d’Artagnan's hűséges inasát választják, hogy vigye el ezt a levelet, amely szándékosan homályosan fogalmaz, nehogy lelepleződjenek. A gróf éppen időben kapja meg a figyelmeztetést, hallgat a tanácsukra, és elfogja Miladyt. Egy tengerparti várban tartják fogva egy John Felton nevű puritán őrizete alatt, aki látszólag megingathatatlan.
Eközben La Rochelle-nél a bíboros maga csodálja D’Artagnannak az ostromban tanúsított bátorságát, és javasolja, hogy Tréville úr vegye fel őt a testőrök közé. Így D’Artagnan legnagyobb álma valóra válik, és ő kimondhatatlanul boldog, mert ráadásul a királyné végre ráállt, és elárulta neki, hol rejtőzik Constance: egy kolostorban Béthune közelében, Franciaország északi részén. D’Artagnan és barátai Tréville úr segítségével elindulnak Béthune-be.
Az Angliában raboskodó Milady elcsábítja a keményszívű Feltont, és nemcsak arra veszi rá, hogy segítsen neki megszökni, hanem arra is, hogy gyilkolja meg Buckingham herceget. Míg a naiv Felton leszúrja a főminisztert, Milady elhajózik Franciaországba. Ír a bíborosnak, hogy a parancsát teljesítették, és hogy biztonságos helyet keres, amíg meg nem kapja a fizetséget a tettéért. A Sors úgy akarja, hogy Milady ugyanabban a kolostorban rejtőzik el, ahová Constance-t is küldte a királyné. Nem is sejtve, valójában ki ez az idegen, a jóhiszemű Constance kitárja szívét a Milady előtt. A számító Milady rájön, hogy ellensége, d’Artagnan bármelyik pillanatban megérkezhet a kolostorba. Éppen az érkezése előtt menekül el, de előbb még bosszút áll: megmérgezi Constance-t, aki percekkel később szeretett d’Artagnanja karjai között hal meg.
Nem sokkal később találkoznak de Winter gróffal, aki elhozza a négyesnek a herceg meggyilkolásának hírét. Öten elhatározzák, hogy kiderítik Milady hollétét, és megfelelően megbüntetik. Athos elmegy, és egy rejtélyes, vörös köpenyes emberrel tér vissza. A csapat kinyomozza, hol tartózkodik a grófnő: egy magányos házban a Lys folyó partján, Flandria közelében. Csapdába esett. A hat nemes számos vádat hoz fel a grófnő ellen: Bonacieux-né megmérgezését, a d’Artagnan megölésére tett kísérleteit, a Buckingham hercegének meggyilkolásában való bűnrészességét, de Winter lord szolgájának, Feltonnak megrontását, és néhai férjének, de Winter grófnak a meggyilkolását (aki a jelenlegi de Winter lord testvére volt). A legszörnyűbb vád akkor jön, amikor Athos azt állítja, hogy Milady, a felesége bűnöző, bélyeggel a vállán. Amikor a grófnő követeli, hogy Athos állítsa elé azt, aki megbélyegezte, előlép a vörös köpönyeges férfi. A nő azonnal felismeri benne a lille-i hóhért. A hóhér akkor elmeséli a Milady történetének elejét.
Valaha gyönyörű apáca volt, aki elcsábította a zárda papját – a hóhér saját fivérét. Hogy elmenekülhessenek az ország más részébe, sürgősen pénzre volt szükségük, ezért a pap ellopta és eladta az áldozati edényeket, de elkapták őket, és börtönbe kerültek. Milady megszédítette a börtönőr fiát, hogy megszökhessen. A lille-i hóhér feladata volt, hogy megbélyegezze a testvérét és az őt elcsábító nőt is. Míg a nő nyomában járt és megbélyegezte, bátyja megszökött a börtönből, hogy újra csatlakozzon a nőhöz. Abba a tartományba menekültek, ahol la Fère gróf volt az úr, és testvéreknek adták ki magukat. A nő aztán otthagyta a papot, hogy Athos felesége lehessen. Az összetört és elhagyott pap megtudta, hogy testvére, a hóhér van börtönben helyette. Feladta magát, hogy kiszabadítsa a fivérét, aztán öngyilkos lett.
Miután Miladyt lefejezték (gyakorlatilag Flandriában), a testőrök visszatérnek La Rochelle-be. Útközben találkoznak Rochefort gróffal, a bíboros közeli tanácsadójával és d’Artagnan ősellenségével, aki épp a Miladyhez utazott, hogy kifizesse. Rochefort arra is parancsot kapott, hogy fogja el d’Artagnant, ha véletlenül megtalálja. Mivel közel vannak La Rochelle-hez, úgy dönt, elhalasztja az utazást Miladyhez, hogy egyenesen a bíboroshoz vihesse d’Artagnant. Amikor d’Artagnant előállítják, a bíboros elmondja neki a vádjait: ezek nagy része koholmány, ürügy arra, hogy a Milady holtan láthassa d’Artagnant. Az ifjú testőr elmondja Richelieu-nek az igazat, és elmeséli Milady egész történetét, azt, hogy megpróbálta őt megölni, Madame Bonacieux megmérgezését stb. A bíboros azt állítja, hogy ha a Milady valóban bűnös, a bíróság keményen fog bánni vele. d’Artagnan őszintén bevallja, hogy ők már elbántak ezzel a gonosz nőszeméllyel. D’Artagnan ekkor megmutatja neki a felmentő levelet, amelyet Athos kobozott el Miladytől, és ennek tartalmával igazolja cselekedeteit. A bíborost lenyűgözi d’Artagnan merészsége, s mivel Milady szolgálataira már nincs szüksége, amióta Franciaország fő riválisát, Buckinghamet megölette, felajánl a fiatalembernek egy testőrhadnagyi kinevezést, amelyen a név helye üresen van hagyva. A bíboros ezután hívatja Rochefort-t, és arra kéri mindkettőjüket, béküljenek ki.
D’Artagnan mindegyik barátjának felajánlja a kinevezést, de mindhárman visszautasítják egyrészt személyes okokból, másrészt úgy gondolják, d’Artagnan érdemli meg a leginkább. Ő az egyetlen a négy barátból, aki katona marad: Athos visszavonul a birtokára, Porthos feleségül vesz egy gazdag özvegyet és letelepedik valahol vidéken, Aramis pedig pap lesz. Életük azonban még két történetben is összefonódik, Húsz év múlva, és újabb tíz év múlva "Bragelonne vicomte".
|  | Itt a vége a cselekmény részletezésének! |

## A három valóságos testőr
Athos nevét Dumas egy valóban élt testőrről, Armand de Sillègue d'Athos d'Autevielle-ről mintázta, bár a két személy közt semmilyen hasonlóság sincs. Armand de Sillègue d'Athos d'Autevielle (1615 körül, Béarn – 1643. december 21.) gascogne-i származású testőr volt. Apja Adrien de Sillègue d'Athos d'Autevielle, anyja Tréville gróf nővére volt. 1640-ben csatlakozott a királyi testőrséghez, jó barátja lett Charles de Batz-nak, Artagnan grófjának, akinek életéről Gatien de Courtilz de Sandras ál-memoárt írt. Athos harc közben esett el és Pré aux Clercs-ben, Párizs közelében nyugszik. Egyébiránt az Athosz egy hegy neve a mai Görögországban a Halkidiki félsziget keleti nyúlványán, ahogy ezt A három testőr 13. fejezetében az Athos-t vallató börtönőr meg is jegyzi. A történet idején La Fère birtoka a királyné, Ausztriai Anna tulajdonában volt. Athosban Dumas a régi arisztokrácia lovagi erényeit formázta meg, azonban ő példázza a végzet által üldözött embert is.
Porthos nevét Dumas egy valóban élt testőrről, Isaac de Porthauról mintázta, bár a két személy közt semmilyen hasonlóság sincs. Isaac de Porthau (1617. január 30. Béarn – 1712. július 13.) gascogne-i származású testőr volt. Jean nevű testvére szintén testőr lett, talán mindkettejük alakja hozzájárult a regénybeli Porthoshoz. Alexandre des Essarts gárdájában szolgált, mielőtt 1642-ben a királyi testőrség tagja lett. 1654-ben meghalt az apja, akkor átvette helyét a Béarni Parlament titkáraként. Két fia született: Arnaud és Jean. 95 évesen halt meg, teste a saint-martini Chapelle du Saint-Sacrement-ban nyugszik. Porthosban a francia nép erényei és hibái: ereje és vitézsége illetve kérkedése és nagyravágyása kerül megmintázásra.
Aramis nevét Dumas egy valóban élt testőrről, Henri d’Aramitzról mintázta, bár a két személy közt semmilyen hasonlóság sincs. Henri d'Aramitz (1620 körül – 1655 vagy 1674) gascogne-i abbé volt, unokaöccse Tréville grófnak, a királyi testőrség kapitányának. 1640-ben csatlakozott a testőrséghez unokatestvéreivel, Armand d’Athosszal és Isaac de Porthauval. Itt ismerkedett meg Charles de Batz-cal, Artagnan grófjával, akinek életéről Gatien de Courtilz de Sandras ál-memoárt írt. Aramitz 1648-ban kilépett a szolgálatból, két év múlva megnősült és két fia (Clement és Amant) és egy lánya született. Halála időpontja bizonytalan, két feljegyzés is van eltérő időpontokról.

## Magyarul
- A három testőr. Regény, 1-6.; ford. Hang Ferenc; Lauffer-Stolp, Pest, 1863 (Külföldi regénycsarnok)
- A három testőr. Regény, 1-3.; Bartalits Ny., Bp., 1900 k.
- A három testőr, 1-2.; ford. Lándor Tivadar, előszó Ambrus Zoltán; Révai, Bp., 1908 (Klasszikus regénytár)
- A három testőr; átdolg. Dánielné Lengyel Laura; Béta, Bp., 1925
- A három testőr. 1. füz.; ford. Tamásfalvi Szabó István; Magyar Könyvkiadó, Lapterjesztő és Hirdetési Vállalat, Bp., 1925
- A három testőr, 1-4.; ford. Forró Pál, Németh Andor, Szini Gyula, Sztrókay Kálmán, bev. Lándor Tivadar; Gutenberg, Bp., 1927 (Dumas művei)
- A három testőr; ford. Moly Tamás; Tolnai, Bp., 1928
- A három testőr, 1-4.; ford. Szini Gyula, Forró Pál, bev. Lándor Tivadar; Fórum, Bp., 1948 (Dumas művei)
- A három testőr. Regény, 1-3.; ford. Csatlós János, versford., jegyz. Rónay György, utószó Hegedüs Géza; Szépirodalmi, Bp., 1956
- A három testőr; ford. Csatlós János, ifjúsági átdolg. Majtényi Zoltán; Bp., Móra, 1986
- A három testőr; ford. [és átdolgozta] Kovácsné Kliment Emilia; Új Ex Libris, Bp., 2001 (Klasszikus ifjúsági regénytár)
- A három testőr; rajz. Korcsmáros Pál, szöveg Cs. Horváth Tibor; Képes, Bp., 2010 (Az irodalom klasszikusai képregényben)
- A három testőr; átdolg. Oliver Ho, ford. Csonka Ágnes; Alexandra, Pécs, 2010 (Klasszikusok könnyedén)
- A három testőr; átdolg. Ronne Randall, ford. Medgyesy Zsófia; Ventus Libro, Bp., 2013 (Világhíres mesék)

## Filmfeldolgozások
- A filmfeldolgozásokat lásd itt: A három testőr (film).

### Hatása más művekre
- Henryk Sienkiewicz lengyel regényíró elismerte, hogy jól ismert regénysorozatának, a Trilógiának főszereplőit közvetlenül A három testőr ihlette, akikhez hozzátett még egy szereplőt Shakespeare John Falstaffja alapján.
- A sci-fi-író Jack Williamson sem csinált titkot abból, hogy Dumas-tól és Sienkiewicztől is kölcsönzött, és hasonló szereplőket állított sikeres Űrlégió-sorozatának középpontjába.
- Dumas hatását a magyar Rejtő Jenő is elismeri A három testőr Afrikában címében (mely a Francia Idegenlégiónál játszódik).

## Színdarab és musical
- Magyarországon a Vígszínház előadásában láthattuk a mű színházi változatát.
- Legújabb feldolgozását a megújult Erkel színház előadásában láthatjuk Szente Vajk rendezésében. Premierje Szegeden volt, a Szabadtéri színpadon, 2025. augusztus 8-án.